# レナト・イバーラ
アレックス・レナト・イバーラ・ミナ（Alex Renato Ibarra Mina 、1991年1月20日 - ）は、エクアドル・アンブキ出身のサッカー選手。元エクアドル代表。LDUキト所属。ポジションはFW。弟のロマリオ・イバーラもサッカー選手である。

## クラブ経歴
CDエル・ナシオナルで育成され、2009年5月にプロデビュー。
2011年7月、オランダのフィテッセと3年契約を結んだ。
2016年6月、移籍金200万ドルでメキシコのクラブ・アメリカに移籍。2018年のアペルトューラで優勝を経験するも、2020年3月に家庭内暴力の疑いでメンバー登録から抹消された。
2020年7月3日、アトラスFCと1年間のローン契約を結んだ。
アペルトューラ2021では、クラブ・アメリカと契約を結び直すも、怪我の影響で1試合の出場にとどまった。
2021年12月22日、クラブ・ティフアナに1年間のレンタルで移籍すると、2022年12月31日に母国エクアドルのLDUキトに買取オプション付き契約で移籍した。

## 代表経歴

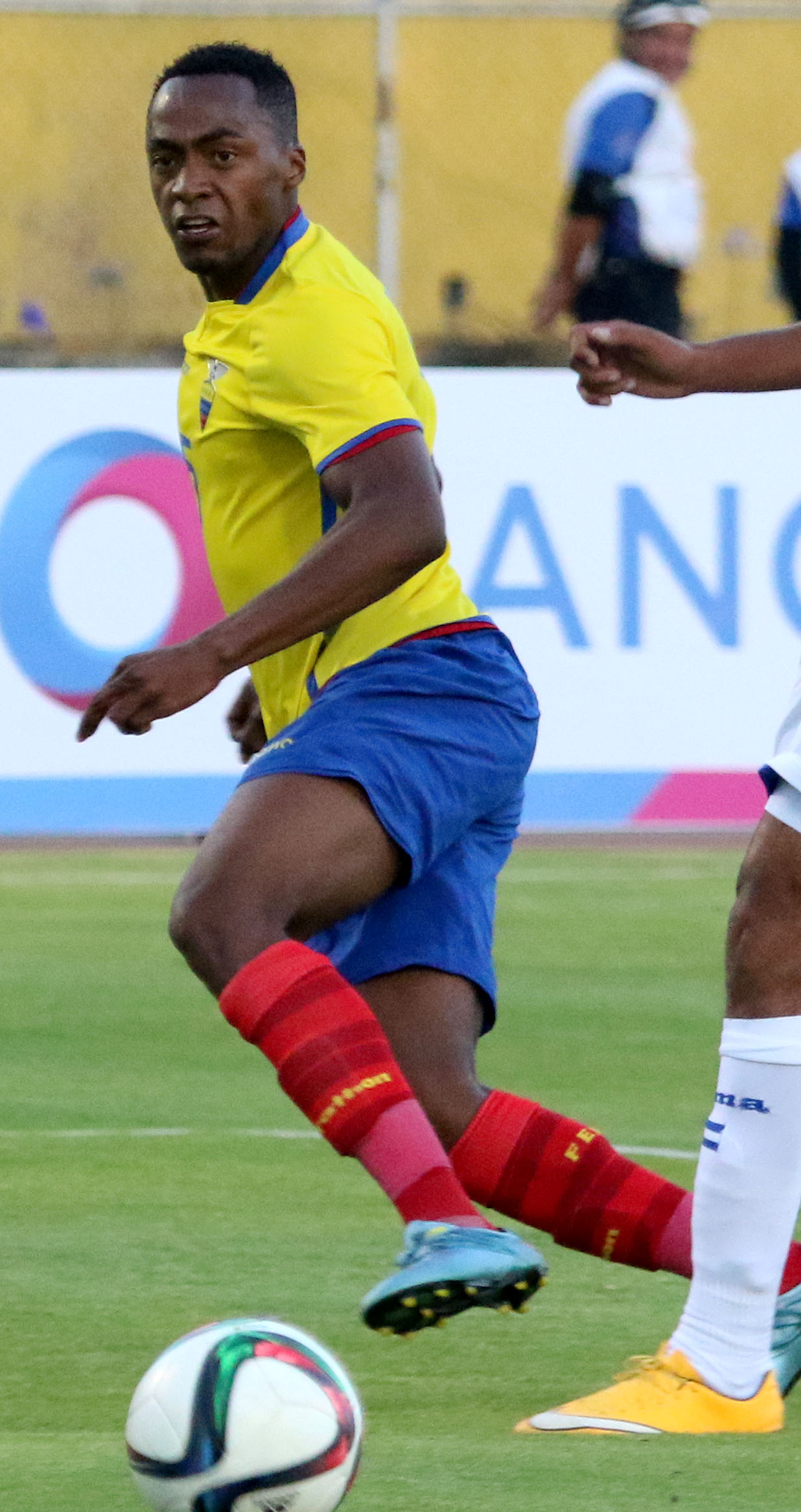
エクアドル代表でプレーするイバーラ（2015年）

2011年、U-20エクアドル代表の一員として南米ユース選手権とFIFA U-20ワールドカップに参加。ワールドカップではベスト16に進出したが、決勝ラウンド一回戦でU-20フランス代表に敗れた。
2011年4月、アルゼンチン代表とのフレンドリーマッチでA代表デビューを果たした。
主要大会では2014 FIFAワールドカップとコパ・アメリカ2015に参加。コパ・アメリカ・センテナリオにも参加が期待されたが、最終登録の23人からは外れ、コパ・アメリカ2019では、エルナン・ダリオ・ゴメス監督と衝突し、グループリーグ最終戦の日本戦を前に母国に強制送還させられた。

## 代表歴

### 出場大会
- エクアドル代表
  - 2014 FIFAワールドカップ

### 試合数
- 国際Aマッチ 49試合 1得点（2011年-2020年）[11]

| エクアドル代表 | 国際Aマッチ | 国際Aマッチ |
| 年             | 出場        | 得点        |
| -------------- | ----------- | ----------- |
| 2011           | 1           | 0           |
| 2012           | 3           | 0           |
| 2013           | 13          | 0           |
| 2014           | 5           | 0           |
| 2015           | 5           | 0           |
| 2016           | 7           | 0           |
| 2017           | 2           | 0           |
| 2018           | 4           | 1           |
| 2019           | 5           | 0           |
| 2020           | 3           | 0           |
| 通算           | 49          | 1           |

### 得点
| #  | 日付         | 開催地                                   | 対戦相手国 | スコア | 結果 | 試合概要 |
| -- | ------------ | ---------------------------------------- | ---------- | ------ | ---- | -------- |
| 1. | 2018年9月7日 | ニュージャージー州, レッドブル・アリーナ | ジャマイカ | 2-0    | 2-0  | 親善試合 |

## タイトル
クラブ
クラブ・アメリカ
- リーガMX : 2018前期
- コパ・メヒコ : 2019後期
- カンペオン・デ・カンペオーネス : 2019